# Josef Spickermann
Josef Alexander Spickermann (* 6. März 1870 in Bloto, Kreis Lodz (wahrscheinlich Zgniłe Błoto); † 22. März 1947 in Leipzig) war ein deutscher Politiker und Abgeordneter der deutschen Minderheit in Polen im Sejm der Zweiten Polnischen Republik.

## Leben

### Familie und Beruf
Spickermann schloss die Schule in Łódź ab und bestand bereits mit 19 Jahren die Meisterprüfung im Tischlerhandwerk. Er war außerdem Immobilienhändler in Łódź. Zur Zeit der Deutschen Besatzung 1939 bis 1945 war er Obermeister der Tischler-Innung Litzmannstadt, Reichsgau Wartheland.
Spickermann war verheiratet und hatte neun Kinder, von denen drei im Säuglingsalter verstarben. Drei Söhne und drei Töchter erreichten das Erwachsenenalter und sie gründeten alle Familien. Im Jahr 1945 gelang der Familie Spickermanns, der sich weitere Verwandte anschlossen, die Flucht nach Pouch bei Bitterfeld.

### Politischer Werdegang
Von Januar 1919 an war Spickermann Stadtverordneter in Lodz. Im gleichen Jahr wurden Spickermann und Ludwig Wolff als Vertreter der Deutschen Volkspartei (DVP) für den Bezirk Lodz-Land-Łask-Brzeziny in die Polnische Verfassunggebende Nationalversammlung (1919–1922) gewählt. Spickermann blieb zunächst bis 1920 Abgeordneter, wurde aber für 1922 bis 1928 erneut in den Sejm gewählt, nun für den Wahlkreis Konin-Koło-Lentschütz.
Im Jahr 1923 spielte er eine maßgebliche Rolle als Gründungsmitglied der Freie Presse, dem Presseorgan des Deutschen Volksverbandes in Polen. Von 1928 bis 1930 war er Senator für die Woiwodschaft Łódź. Am 22. November 1930 kandidierte Spickermann erneut erfolgreich für den Senat, musste sein Mandat jedoch aufgrund einer "internen Abmachung" im Deutschen Volksverband an August Utta abtreten. Danach zog er sich aus der Politik zurück.